# Науенская волость
Науенская волость (латыш. Naujenes pagasts) — одна из 25 волостей Аугшдаугавского края Латвии. Административным центром волости является село Науене.
В состав волости входят следующие населённые пункты:
- Букшты[латыш.],
- Були[латыш.],
- Бутышки[латыш.],
- Васаргелишки[латыш.],
- Вецпилс[латыш.],
- Вецрачина[латыш.],
- Вецстропы[латыш.],
- Вилюши[латыш.],
- Грибусты[латыш.],
- Грустаны[латыш.],
- Дунски[латыш.],
- Дылевичи[латыш.],
- Жидына[латыш.],
- Застенки[латыш.],
- Кашатныки[латыш.],
- Конопецка[латыш.],
- Крауя,
- Крейпаны[латыш.],
- Лоцики[латыш.],
- Лукинышки[латыш.],
- Люменышки[латыш.],
- Маркова[латыш.],
- Мелдеришки[латыш.],
- Науене,
- Притыкина[латыш.],
- Сандаришки[латыш.],
- Слутишки,
- Спрукты[латыш.],
- Стропы[латыш.],
- Тейваны[латыш.],
- Цирши,
- Эглитес[латыш.],
- Юзефова[латыш.].

## Известные уроженцы
- Николаев, Иван Карпович (1895—1978) — советский военный деятель, генерал-лейтенант (1945). Родился в деревне Люкенишки[латыш.].